# Hyūga

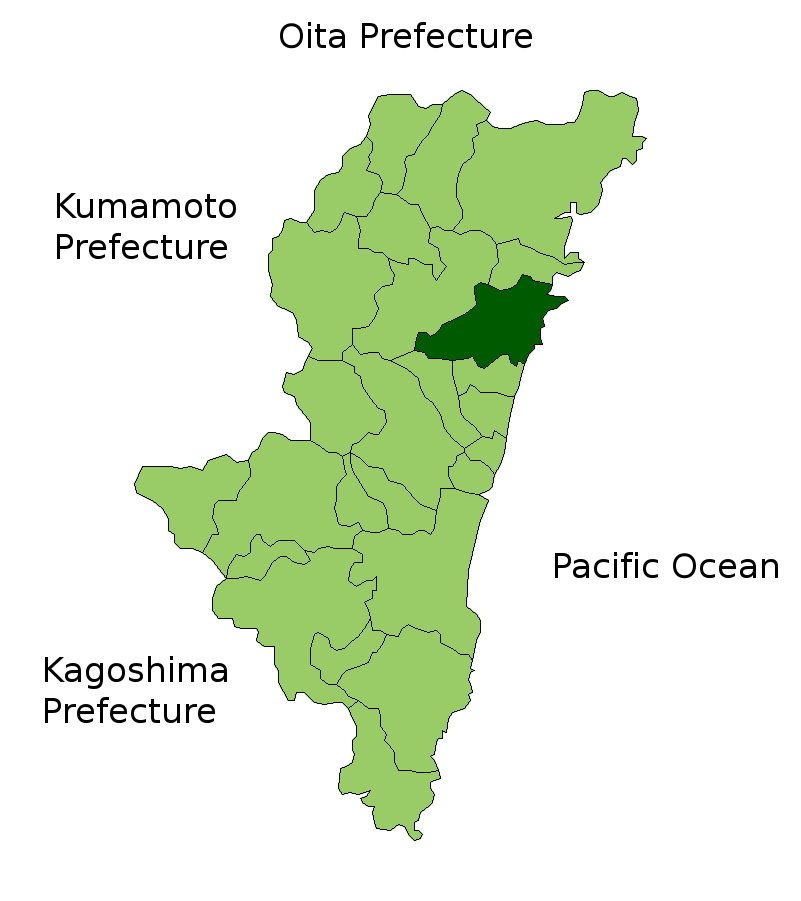

Hyūga (日向市 Hyūga-shi?) este un municipiu din Japonia, prefectura Miyazaki.